# Alexandru Bucătaru
Alexandru Florin Bucătaru (n. 4 noiembrie 1995, în Piatra Neamț) este un handbalist român care joacă pentru AHC Potaissa Turda pe postul de portar. De asemenea, el a fost și component al echipei naționale de tineret a României, la care a debutat în anul 2010.